# Dioscorea widgrenii
Dioscorea widgrenii är en enhjärtbladig växtart som beskrevs av Reinhard Gustav Paul Knuth. Dioscorea widgrenii ingår i släktet Dioscorea och familjen Dioscoreaceae. Inga underarter finns listade i Catalogue of Life.